# Кубрак Іван Іванович
Кубрак Іван Іванович (6 лютого 1913 — 18 лютого 1991) — Герой Соціалістичної Праці

## Життєпис
Народився 6 лютого 1913 року.
З 1953 по 1980 Кубрак Іван Іванович — директор радгоспу «Берестовий».
Очолюваний ним радгосп протягом трьох десятків років став далеко відомим як передове господарство. 25 років поспіль був учасником ВДНГ у павільйоні «Картопля та овочі».
Вийшовши на заслужений відпочинок, відкрив центр з навчання овочівників передовими методиками, майстерності високих врожаїв.
Помер Кубрак Іван Іванович 18 лютого 1991. Похований у м Костянтинівці.

## Відзнаки
В честь 100-річчя Констянтиновка у вересні 1970 за тісні зв'язки з трудівниками міста і підйом сільського господарства Івану Івановичу Кубраку рішенням сесії міської ради від 30.09.1970 р було присвоєно звання Почесного громадянина міста Костянтинівки.